# لوروا رايت
لوروا رايت (6 مايو 1938 بنيويورك في الولايات المتحدة - ) (بالإنجليزية: Leroy Wright)‏ هو لاعب كرة سلة أمريكي في مركز هجوم قوي الجسم. لعب مع بيتسبرغ كوندورز ‏.

## وصلات خارجية
- لوروا رايت على موقع سبورتس رفرنس (الإنجليزية)
- لوروا رايت على موقع كلية كرة السلة في سبورتس رفرنس.كوم (الإنجليزية)
- لوروا رايت على موقع ريلجم (الإنجليزية)
- لوروا رايت على موقع بروبوليرز (الإنجليزية)
- لوروا رايت على موقع سبورتس رفرنس (الإنجليزية)